# Discografia degli ABBA
La discografia degli ABBA, gruppo musicale pop svedese, si articola nel periodo in cui il gruppo era in attività (1973-1982) e in quello successivo fino al 2021, anno di uscita di Voyage.

## Album

### Album in studio
| Anno                                                                          | Titolo                                                                      | Classifiche | Classifiche | Classifiche | Classifiche | Classifiche | Classifiche | Classifiche | Classifiche | Classifiche | Classifiche | Classifiche | Classifiche | Classifiche | Classifiche | Certificazioni                                                                  |
| Anno                                                                          | Titolo                                                                      | SVE         | AUS         | AUT         | BEL         | CAN         | FRA         | GER         | ITA         | NLD         | NOR         | NZL         | SWI         | UK          | USA         | Certificazioni                                                                  |
| ----------------------------------------------------------------------------- | --------------------------------------------------------------------------- | ----------- | ----------- | ----------- | ----------- | ----------- | ----------- | ----------- | ----------- | ----------- | ----------- | ----------- | ----------- | ----------- | ----------- | ------------------------------------------------------------------------------- |
| 1973                                                                          | Ring Ring - Pubblicato: 26 marzo 1973 - Etichetta: Polar Music              | 2           | 10          | —           | —           | —           | —           | —           | —           | —           | 10          | 32          | —           | —           | —           | - AUS: 3x Platino                                                               |
| 1974                                                                          | Waterloo - Pubblicato: 4 marzo 1974 - Etichetta: Polar Music                | 1           | 18          | —           | 83          | —           | —           | 6           | —           | 74          | 1           | 38          | —           | 28          | 145         | - AUS: 2x Platino - GER: Platino - UK: Argento                                  |
| 1975                                                                          | ABBA - Pubblicato: 21 aprile 1975 - Etichetta: Polar Music                  | 1           | 1           | —           | —           | 55          | —           | —           | 9           | 3           | 1           | 3           | —           | 13          | 174         | - AUS: 10x Platino - UK: Oro                                                    |
| 1976                                                                          | Arrival - Pubblicato: 11 ottobre 1976 - Etichetta: Polar Music              | 1           | 1           | 12          | —           | 4           | 15          | 1           | 11          | 1           | 1           | 1           | —           | 1           | 20          | - AUS: 18x Platino - CAN: 2x Platino - GER: 2x Platino - UK: Platino - USA: Oro |
| 1977                                                                          | The Album - Pubblicato: 12 dicembre 1977 - Eitchetta: Polar Music           | 1           | 4           | 2           | —           | 8           | 13          | 2           | 25          | 1           | 1           | 1           | —           | 1           | 14          | - CAN: 2x Platino - GER: Platino - UK: Platino - USA: Platino                   |
| 1979                                                                          | Voulez-Vous - Pubblicato: 23 aprile 1979 - Etichetta: Polar Music           | 1           | 5           | 2           | 170         | 6           | 6           | 1           | —           | 1           | 1           | 2           | —           | 1           | 19          | - AUS: Platino - CAN: 2x Platino - GER: Platino - UK: Platino - USA: Oro        |
| 1980                                                                          | Gracias Por La Mùsica - Pubblicato: 23 giugno 1980 - Etichetta: Polar Music | —           | —           | —           | 106         | —           | —           | —           | —           | —           | —           | —           | —           | —           | —           | - SPA: Platino                                                                  |
| 1980                                                                          | Super Trouper - Pubblicato: 3 novembre 1980 - Etichetta: Polar Music        | 1           | 5           | 3           | 102         | 10          | 8           | 1           | 10          | 1           | 1           | 5           | —           | 1           | 17          | - GER: 2x Platino - UK: Platino - USA: Oro                                      |
| 1981                                                                          | The Visitors - Pubblicato: 30 novembre 1981 - Etichetta: Polar Music        | 1           | 22          | 3           | 185         | 18          | 12          | 1           | 23          | 1           | 1           | 19          | 93          | 1           | 29          | - GER: Platino - UK: Platino                                                    |
| 2021                                                                          | Voyage - Pubblicato: 5 novembre 2021 - Etichetta: Polar Music               | 1           | 1           | 1           | 1           | 2           | 1           | 1           | 6           | 1           | 1           | 1           | 1           | 1           | 2           | - GER: Platino - UK: Platino                                                    |
| "—" indica una pubblicazione non classificata o non pubblicata in quel Paese. |                                                                             |             |             |             |             |             |             |             |             |             |             |             |             |             |             |                                                                                 |

### Album dal vivo
| Anno                                                                          | Titolo                                                                                          | Classifiche | Classifiche | Classifiche | Classifiche | Classifiche | Classifiche | Classifiche | Classifiche | Classifiche | Certificazioni |
| Anno                                                                          | Titolo                                                                                          | SWE         | AUT         | BEL         | FRA         | GER         | NLD         | NOR         | SWI         | UK          | Certificazioni |
| ----------------------------------------------------------------------------- | ----------------------------------------------------------------------------------------------- | ----------- | ----------- | ----------- | ----------- | ----------- | ----------- | ----------- | ----------- | ----------- | -------------- |
| 1986                                                                          | ABBA Live - Pubblicato: 18 agosto 1986 - Etichetta: Polar Music, Universal Music                | 49          | —           | —           | —           | —           | 47          | —           | —           | —           |                |
| 2014                                                                          | Live at Wembley Arena - Pubblicato: 29 settembre 2014 - Etichetta: Polar Music, Universal Music | 15          | 9           | 16          | 87          | 9           | 12          | 16          | 10          | 30          | - SWE: Platino |
| "—" indica una pubblicazione non classificata o non pubblicata in quel Paese. |                                                                                                 |             |             |             |             |             |             |             |             |             |                |

### Raccolte
| Anno                                                                          | Titolo                                                                                         | Classifiche | Classifiche | Classifiche | Classifiche | Classifiche | Classifiche | Classifiche | Classifiche | Classifiche | Classifiche | Classifiche | Classifiche | Classifiche | Classifiche | Certificazioni |
| Anno                                                                          | Titolo                                                                                         | SWE         | AUS         | AUT         | BEL         | CAN         | FRA         | GER         | ITA         | NLD         | NOR         | NZL         | SWI         | UK          | USA         | Certificazioni |
| ----------------------------------------------------------------------------- | ---------------------------------------------------------------------------------------------- | ----------- | ----------- | ----------- | ----------- | ----------- | ----------- | ----------- | ----------- | ----------- | ----------- | ----------- | ----------- | ----------- | ----------- | --- |
| 1975                                                                          | Greatest Hits - Pubblicato: 17 novembre 1975 - Etichetta: Polar Music                          | 1           | —           | —           | —           | 2           | 9           | —           | 18          | —           | 1           | —           | —           | 1           | 48          | - CAN: 5x Platino - GER: Oro - UK: 8x Platino - USA: Platino                                                            |
| 1975                                                                          | The Best of ABBA - Pubblicato: novembre 1975 - Etichetta: PolyGram                             | —           | 1           | 1           | —           | —           | —           | 1           | 92          | 7           | 14          | 1           | —           | —           | —           | - AUS: 22x Platino - CAN: Oro - GER: Platino                                                                            |
| 1979                                                                          | Greatest Hits Vol. 2 - Pubblicato: 29 ottobre 1979 - Etichetta: Polar Music                    | 20          | 20          | 2           | —           | 8           | 5           | 6           | —           | 2           | 25          | 3           | —           | 1           | 46          | - GER: Platino - UK: Platino - USA: Oro                                                                                 |
| 1982                                                                          | The Singles: The First Ten Years - Pubblicato: 8 novembre 1982 - Etichetta: Polar Music        | 29          | 18          | —           | —           | 24          | 6           | 5           | —           | 5           | 33          | 5           | —           | 1           | 62          | - GER: Oro - UK: Platino                                                                                                |
| 1992                                                                          | ABBA Gold: Greatest Hits - Pubblicato: 21 settembre 1992 - Etichetta: PolyGram                 | 1           | 1           | 1           | 7           | 4           | 1           | 1           | 2           | 3           | 1           | 3           | 1           | 1           | 25          | - AUS: 17x Platino - CAN: Diamante - FRA: Diamante - GER: 10x Oro - ITA: 2x Platino - UK: 18x Platino - USA: 6x Platino |
| 1993                                                                          | More ABBA Gold: More ABBA Hits - Pubblicato: 24 maggio 1993 - Etichetta. PolyGram              | 3           | 38          | 7           | 78          | —           | 10          | 9           | —           | 10          | 16          | —           | 13          | 13          | —           | - CAN. Oro - GER: Oro - FRA: Oro - UK: Platino                                                                          |
| 1993                                                                          | ABBA Oro: Grandes Éxitos - Pubblicato: 24 settembre 1993 - Etichetta: Polydor Records          | —           | —           | —           | —           | —           | —           | —           | —           | —           | —           | —           | —           | —           | —           | |
| 1998                                                                          | Love Stories - Pubblicato: 26 ottobre 1998 - Etichetta: PolyGram                               | —           | —           | 15          | 34          | —           | —           | 82          | —           | —           | 30          | 24          | 47          | 51          | —           | |
| 2001                                                                          | The Definitive Collection - Pubblicato: 2 novembre 2001 - Etichetta: PolyGram, Universal Music | 26          | 10          | 38          | 29          | —           | 12          | 14          | 10          | 39          | 8           | 9           | 34          | 17          | 186         | - AUS: 2x Platino - FRA: Oro - GER: Platino - UK: Oro                                                                   |
| 2005                                                                          | 18 Hits - Pubblicato: 8 settembre 2005 - Etichetta: PolyGram, Universal Music                  | —           | 32          | —           | 141         | —           | 15          | 58          | 35          | —           | —           | —           | —           | 15          | —           | - AUS: 4x Platino - UK: Platino                                                                                         |
| 2006                                                                          | Number Ones - Pubblicato: 20 novembre 2006 - Etichetta: PolyGram, Universal Music              | 20          | 36          | 22          | 80          | —           | —           | 24          | —           | 47          | 25          | 1           | 53          | 15          | —           | - UK: Oro |
| "—" indica una pubblicazione non classificata o non pubblicata in quel Paese. |                                                                                                |             |             |             |             |             |             |             |             |             |             |             |             |             |             | |

### Box set
| Anno                                                                          | Titolo                                                                                    | Classifiche | Classifiche | Classifiche | Classifiche | Classifiche | Classifiche | Classifiche | Classifiche | Classifiche |
| Anno                                                                          | Titolo                                                                                    | SWE         | AUS         | FRA         | GER         | ITA         | NED         | NOR         | SWI         | UK          |
| ----------------------------------------------------------------------------- | ----------------------------------------------------------------------------------------- | ----------- | ----------- | ----------- | ----------- | ----------- | ----------- | ----------- | ----------- | ----------- |
| 1994                                                                          | Thank You for the Music - Pubblicato: 31 ottobre 1994 - Etichetta: PolyGram               | 17          | 76          | —           | —           | —           | —           | —           | —           | —           |
| 2005                                                                          | The Complete Studio Recordings - Pubblicato: 7 novembre 2005 - Etichetta: Universal Music | —           | —           | —           | —           | —           | —           | —           | —           | —           |
| 2008                                                                          | The Albums - Pubblicato: 11 novembre 2008 - Etichetta: Universal Music                    | 4           | —           | 57          | 61          | 48          | 37          | 7           | 68          | 89          |
| "—" indica una pubblicazione non classificata o non pubblicata in quel Paese. |                                                                                           |             |             |             |             |             |             |             |             |             |

## Singoli
| Anno                                                                          | Titolo                                       | Classifiche | Classifiche | Classifiche | Classifiche | Classifiche | Classifiche | Classifiche | Classifiche | Classifiche | Classifiche | Classifiche | Classifiche | Classifiche | Classifiche | Classifiche | Certificazioni           | Album di provenienza             |
| Anno                                                                          | Titolo                                       | SWE         | AUS         | AUT         | BEL         | FRA         | GER         | ITA         | IRL         | NLD         | NOR         | NZL         | SWI         | UK          | USA         | ZAF         | Certificazioni           | Album di provenienza             |
| ----------------------------------------------------------------------------- | -------------------------------------------- | ----------- | ----------- | ----------- | ----------- | ----------- | ----------- | ----------- | ----------- | ----------- | ----------- | ----------- | ----------- | ----------- | ----------- | ----------- | ------------------------ | -------------------------------- |
| 1970                                                                          | She's My Kind of Girl                        | —           | —           | —           | —           | —           | —           | —           | —           | —           | —           | —           | —           | —           | —           | —           |                          | /                                |
| 1972                                                                          | People Need Love                             | —           | —           | —           | —           | —           | —           | —           | —           | —           | —           | —           | —           | —           | —           | —           |                          | Ring Ring                        |
| 1972                                                                          | He Is Your Brother                           | —           | —           | —           | —           | —           | —           | —           | —           | —           | —           | —           | —           | —           | —           | —           |                          | Ring Ring                        |
| 1973                                                                          | Ring Ring                                    | 1           | 7           | 2           | 2           | —           | —           | —           | —           | 5           | 2           | 17          | —           | 32          | —           | —           |                          | Ring Ring                        |
| 1973                                                                          | Another Town, Another Train                  | —           | —           | —           | —           | —           | —           | —           | —           | —           | —           | —           | —           | —           | —           | —           |                          | Ring Ring                        |
| 1973                                                                          | Love Isn't Easy (But Is Sure Is Hard Enough) | —           | —           | —           | —           | —           | —           | —           | —           | —           | —           | —           | —           | —           | —           | —           |                          | Ring Ring                        |
| 1973                                                                          | Rock'n'Roll Band                             | —           | —           | —           | —           | —           | —           | —           | —           | —           | —           | —           | —           | —           | —           | —           |                          | Ring Ring                        |
| 1973                                                                          | Nina, Pretty Ballerina                       | —           | —           | 8           | —           | —           | —           | —           | —           | —           | —           | —           | —           | —           | —           | —           |                          | Ring Ring                        |
| 1974                                                                          | Waterloo                                     | —           | 4           | 2           | 1           | —           | 1           | 15          | 1           | 1           | 1           | —           | 1           | 1           | 6           | 2           | - UK: Platino            | Waterloo                         |
| 1974                                                                          | Honey, Honey                                 | —           | 30          | 4           | 19          | —           | 2           | —           | —           | 17          | 16          | —           | 4           | —           | 27          | —           |                          | Waterloo                         |
| 1974                                                                          | Hasta Mañana                                 | —           | 16          | —           | —           | —           | —           | —           | —           | —           | —           | 9           | —           | —           | —           | —           |                          | Waterloo                         |
| 1974                                                                          | So Long                                      | —           | —           | 3           | —           | —           | 11          | —           | —           | —           | —           | —           | —           | —           | —           | —           |                          | ABBA                             |
| 1975                                                                          | I've Been Waiting for You                    | —           | 49          | —           | —           | —           | —           | —           | —           | —           | —           | 8           | —           | —           | —           | —           |                          | ABBA                             |
| 1975                                                                          | I Do, I Do, I Do, I Do, I Do                 | —           | 1           | 4           | 2           | —           | 6           | —           | —           | 3           | 2           | 1           | 1           | 38          | 15          | 2           |                          | ABBA                             |
| 1975                                                                          | S.O.S.                                       | —           | 1           | 2           | 1           | —           | 1           | 2           | 4           | 2           | 2           | 1           | 3           | 6           | 15          | 4           | - UK: Argento            | ABBA                             |
| 1975                                                                          | Bang-A-Boomerang                             | —           | —           | —           | —           | —           | —           | —           | —           | —           | —           | —           | —           | —           | —           | —           |                          | ABBA                             |
| 1975                                                                          | Mamma Mia                                    | 64          | 1           | 3           | 2           | —           | 1           | 12          | 1           | 12          | 2           | 2           | 1           | 1           | 32          | —           | - UK: Oro                | ABBA                             |
| 1976                                                                          | Fernando                                     | 2           | 1           | 1           | 1           | —           | —           | 3           | 1           | 1           | 2           | 1           | 1           | 1           | 13          | 6           | - UK: Oro                | Greatest Hits                    |
| 1976                                                                          | Rock Me                                      | —           | 4           | —           | —           | —           | —           | —           | —           | —           | —           | 2           | —           | —           | —           | —           |                          | ABBA                             |
| 1976                                                                          | Dancing Queen                                | 1           | 1           | 4           | 1           | 165         | 1           | 11          | 1           | 1           | 1           | 1           | 3           | 1           | 1           | 2           | - UK: Platino - USA: Oro | Arrival                          |
| 1976                                                                          | Money, Money, Money                          | —           | 1           | 3           | 1           | —           | 1           | —           | 2           | 1           | 2           | 1           | 2           | 3           | 56          | —           | - UK: Oro                | Arrival                          |
| 1977                                                                          | Knowing Me, Knowing You                      | —           | 9           | 2           | 2           | —           | 1           | —           | 1           | 2           | 6           | 8           | 3           | 1           | 14          | 2           | - UK: Oro                | Arrival                          |
| 1977                                                                          | King Kong Song                               | —           | 94          | —           | —           | —           | —           | —           | —           | —           | —           | —           | —           | —           | —           | —           |                          | Waterloo                         |
| 1977                                                                          | The Name of the Game                         | 2           | 6           | 12          | 2           | —           | 7           | —           | 2           | 2           | 3           | 4           | 6           | 1           | 12          | —           | - UK: Oro                | The Album                        |
| 1978                                                                          | Take a Chance on Me                          | —           | 12          | 1           | 1           | —           | 3           | —           | 1           | 2           | 8           | 14          | 3           | 1           | 3           | —           | - UK: Oro - USA: Oro     | The Album                        |
| 1978                                                                          | Eagle                                        | —           | 82          | 17          | 2           | —           | 6           | —           | —           | 7           | —           | —           | 7           | —           | —           | —           |                          | The Album                        |
| 1978                                                                          | Summer Night City                            | 1           | 13          | 18          | 3           | —           | 6           | —           | 1           | 10          | 3           | 37          | 5           | 5           | —           | —           | - UK: Argento            | Greatest Hits Vol. 2             |
| 1979                                                                          | Chiquitita                                   | 2           | 4           | 8           | 1           | —           | 3           | —           | 1           | 1           | 4           | 1           | 1           | 2           | 29          | 1           | - UK: Oro                | Voulez-Vous                      |
| 1979                                                                          | Does Your Mother Know                        | —           | 7           | 13          | 1           | —           | 10          | —           | 3           | 3           | —           | 27          | 6           | 4           | 19          | —           | - UK: Argento            | Voulez-Vous                      |
| 1979                                                                          | Voulez-Vous                                  | —           | 79          | —           | 1           | —           | 14          | —           | 3           | 3           | —           | —           | 9           | 3           | 80          | —           | - UK: Argento            | Voulez-Vous                      |
| 1979                                                                          | Angeleyes                                    | —           | —           | —           | —           | —           | —           | —           | 3           | —           | —           | —           | —           | 3           | 64          | —           | - UK: Argento            | Voulez-Vous                      |
| 1979                                                                          | Gimme! Gimme! Gimme! (A Man After Midnight)  | 16          | 8           | 2           | 1           | 195         | 3           | —           | 1           | 2           | 2           | 15          | 1           | 3           | —           | —           | - UK: Oro                | Greatest Hits Vol. 2             |
| 1979                                                                          | I Have a Dream                               | —           | 64          | 1           | 1           | —           | 4           | —           | 2           | 1           | —           | —           | 1           | 2           | —           | —           | - UK: Oro                | Voulez-Vous                      |
| 1980                                                                          | The Winner Takes It All                      | 2           | 7           | 3           | 1           | —           | 4           | 8           | 1           | 1           | 3           | 16          | 3           | 1           | 8           | 2           | - UK: Oro                | Super Trouper                    |
| 1980                                                                          | On and On and On                             | —           | 9           | —           | —           | —           | —           | —           | —           | —           | —           | —           | —           | —           | 90          | —           |                          | Super Trouper                    |
| 1980                                                                          | Super Trouper                                | 11          | 77          | 3           | 1           | —           | 1           | —           | 1           | 1           | 2           | —           | 3           | 1           | 45          | —           | - UK: Oro                | Super Trouper                    |
| 1981                                                                          | Lay All Your Love on Me                      | 68          | —           | —           | 13          | —           | 26          | —           | 8           | —           | —           | —           | —           | 7           | —           | —           | - UK: Argento            | Super Trouper                    |
| 1981                                                                          | Slipping Through My Fingers                  | —           | —           | —           | —           | —           | —           | —           | —           | —           | —           | —           | —           | —           | —           | —           | - UK: Argento            | The Visitors                     |
| 1981                                                                          | One of Us                                    | 13          | 48          | 3           | 1           | —           | 1           | —           | 1           | 1           | 6           | 43          | 3           | 3           | 107         | —           | - UK: Oro                | The Visitors                     |
| 1981                                                                          | When All Is Said and Done                    | —           | 81          | —           | —           | —           | —           | —           | —           | —           | —           | —           | —           | —           | 27          | —           |                          | The Visitors                     |
| 1982                                                                          | Head over Heels                              | —           | —           | 8           | 3           | —           | 19          | —           | 14          | 1           | —           | —           | —           | 25          | —           | —           |                          | The Visitors                     |
| 1982                                                                          | The Visitors                                 | —           | —           | —           | —           | —           | —           | —           | —           | —           | —           | —           | —           | —           | 63          | —           |                          | The Visitors                     |
| 1982                                                                          | The Day Before You Came                      | 3           | 48          | 16          | 3           | —           | 5           | —           | 12          | 3           | 5           | —           | 4           | 32          | —           | —           |                          | The Singles: The First Ten Years |
| 1983                                                                          | Under Attack                                 | —           | 96          | —           | 2           | —           | 22          | —           | 11          | 7           | —           | —           | —           | 26          | —           | —           |                          | The Singles: The First Ten Years |
| 1983                                                                          | Thank You for the Music                      | —           | —           | —           | —           | —           | —           | —           | 17          | 23          | —           | —           | —           | 33          | —           | —           |                          | Thank You for the Music          |
| 2021                                                                          | I Still Have Faith in You                    | 2           | 39          | 19          | 24          | —           | 3           | 190         | 18          | 21          | 13          | —           | 6           | 14          | —           | —           |                          | Voyage                           |
| 2021                                                                          | Don't Shut Me Down                           | 1           | 27          | 14          | 9           | —           | 5           | —           | 12          | 18          | 7           | 31          | 1           | 9           | —           | —           |                          | Voyage                           |
| 2021                                                                          | Just a Notion                                | 22          | —           | —           | —           | —           | 36          | —           | —           | 73          | —           | —           | 60          | 59          | —           | —           |                          | Voyage                           |
| 2021                                                                          | Little Things                                | 20          | —           | —           | —           | —           | 42          | —           | —           | —           | —           | —           | —           | 61          | —           | —           |                          | Voyage                           |
| "—" indica una pubblicazione non classificata o non pubblicata in quel Paese. |                                              |             |             |             |             |             |             |             |             |             |             |             |             |             |             |             |                          |                                  |

## Album video
| Anno | Titolo                         |
| ---- | ------------------------------ |
| 1980 | ABBA                           |
| 1992 | ABBA Gold                      |
| 1993 | More ABBA Gold: More ABBA Hits |
| 1994 | Thank You ABBA                 |
| 1999 | ABBA The Winner Takes It All   |
| 2002 | ABBA: The Ultimate Review      |
| 2002 | ABBA The Definitive Collection |
| 2004 | ABBA in Concert                |
| 2004 | ABBA: The Last Video           |
| 2004 | ABBA Super Troupers            |
| 2005 | ABBA The Movie                 |
| 2006 | ABBA Number Ones               |
| 2006 | ABBA 16 Hits                   |
| 2009 | ABBA in Japan                  |
| 2012 | ABBA The Essential Collection  |

## Video musicali
| Anno | Titolo                                       | Regista                                | Note |
| ---- | -------------------------------------------- | -------------------------------------- | --- |
| 1973 | Love Isn't Easy (But It Sure Is Hard Enough) |                                        | |
| 1974 | Waterloo                                     | Lasse Hallström                        | Girato nell'estate 1974                                                                                   |
| 1974 | Ring Ring                                    | Lasse Hallström                        | Girato nell'estate 1974                                                                                   |
| 1975 | Mamma Mia                                    | Lasse Hallström                        | |
| 1975 | SOS                                          | Lasse Hallström                        | |
| 1975 | Bang-A-Boomerang                             | Lasse Hallström                        | |
| 1975 | I Do, I Do, I Do, I Do, I Do                 | Lasse Hallström                        | |
| 1976 | Fernando                                     | Lasse Hallström                        | L'immagine di apertura di un tramonto è stata ottenuta filmando direttamente dalle pagine di una rivista. |
| 1976 | Dancing Queen                                | Lasse Hallström                        | |
| 1976 | When I Kissed the Teacher                    | Per Falkman (SVT crew)                 | |
| 1976 | Money, Money, Money                          | Lasse Hallström                        | |
| 1977 | Knowing Me, Knowing You                      | Lasse Hallström                        | |
| 1977 | That's Me                                    | Lasse Hallström                        | |
| 1977 | The Name of the Game                         | Lasse Hallström                        | |
| 1978 | Take a Chance on Me                          | Lasse Hallström                        | |
| 1978 | Eagle                                        | Lasse Hallström                        | |
| 1978 | One Man, One Woman                           | Lasse Hallström                        | |
| 1978 | Thank You for the Music                      | Lasse Hallström                        | |
| 1978 | Summer Night City                            | Lasse Hallström                        | |
| 1979 | Chiquitita                                   | BBC crew                               | |
| 1979 | Does Your Mother Know                        | Lasse Hallström                        | |
| 1979 | Voulez-Vous                                  | Lasse Hallström                        | |
| 1979 | Gimme! Gimme! Gimme! (A Man After Midnight)  | Lasse Hallström                        | |
| 1979 | Estoy Soñando                                | Lasse Hallström                        | |
| 1979 | I Have a Dream                               | Urban Lasson                           | |
| 1980 | Conociéndome, Conociéndote                   | Lasse Hallström                        | |
| 1980 | Gracias por la música                        | Lasse Hallström                        | |
| 1980 | On and On and On                             | Anders Hanser (fotomontaggio)          | |
| 1980 | The Winner Takes It All                      | Lasse Hallström                        | |
| 1980 | Super Trouper                                | Lasse Hallström                        | |
| 1980 | Happy New Year                               | Lasse Hallström                        | |
| 1980 | Felicidad                                    | Lasse Hallström                        | |
| 1981 | Lay All Your Love on Me                      | video collage                          | |
| 1981 | When All Is Said and Done                    | Lasse Hallström                        | |
| 1981 | One of Us                                    | Lasse Hallström                        | |
| 1981 | No Hay a Quien Culpar                        | Lasse Hallström                        | |
| 1982 | Head over Heels                              | Lasse Hallström                        | |
| 1982 | The Day Before You Came                      | Kjell Sundvall and Kjell-Åke Andersson | |
| 1982 | Under Attack                                 | Kjell Sundvall and Kjell-Åke Andersson | |
| 2004 | The Last Video                               | Radical Media UK                       | |
| 2021 | I Still Have Faith in You                    | Shynola                                | |
| 2021 | Don't Shut Me Down                           | Mike Anderson (lyric video)            | |